# Ayhan Akman
Ayhan Akman (İnegöl, 1977. február 23. –) török labdarúgó, a Galatasaray középpályása.

## Sikerei, díjai
- Törökország
  - UEFA Euro 2000 negyeddöntő
- Galatasaray
  - Turkcell Süper Lig: 3 (2001-02, 2005-06, 2007-08)